# Oswald Gabelkover

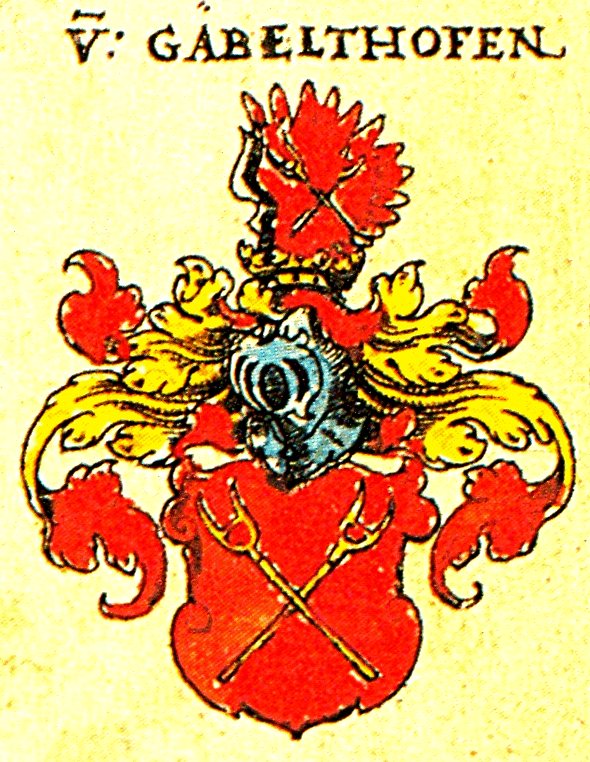
Wappen derer von Gabelkofen

Oswald Gabelkover (* 3. September 1539 in Memmingen; †  31. Dezember 1616 in Stuttgart) war Arzt, Heraldiker und Historiker.

## Leben
Gabelkover stammt aus der bayerisch-österreichischen Adelsfamilie Gabelkofen, sein Vater war Arzt in Memmingen. Nach dem Studium der Medizin in Tübingen und Bologna wurde er 1563 vom Herzog von Württemberg als Landarzt mit Sitz in Göppingen eingestellt. 1580 berief ihn der neue Herzog Ludwig als Leibarzt nach Stuttgart. Hier war er auch als Bibliothekar und Historiker tätig.
Gabelkovers Darstellung der württembergischen Geschichte blieb unvollendet. Handschriften davon befinden sich im Hauptstaatsarchiv Stuttgart (Bestand J 1) und in der Württembergischen Landesbibliothek. Das Werk wurde in der gedruckten Neuen Wirtenbergischen Chronik von Johann Ulrich Steinhofer ausgeschrieben.
Ebenfalls Manuskript blieb seine Geschichte der Grafen von Helfenstein. Gabelkover trug in seinen Collectaneen (überwiegend im Archiv, teilweise in der Landesbibliothek) eine riesige Anzahl von Quellenauszügen zusammen. Sehr viele der von ihm kurz zusammengefassten Urkunden oder wiedergegebenen Inschriften sind heute nicht mehr vorhanden. Brieflichen Kontakt unterhielt er unter anderem mit Johann Jakob Rüeger.
Gabelkover war ein Mitarbeiter am Siebmacher’schen Wappenbuch von 1605.

## Werke
- Gabelkover, Oswald: Artzneybuch. Darinnen auß gnädigem Beuelch… des Herrn Ludwigen Hertzogen zu Württemberg… Vast für alle des Menschlichen Leibs Anligen unnd Gebrechen außerlesene und bewehrte Artzneyen… auß vilen … Artzneybüchern zusammen getragen. Tübingen: Gruppenbach, 1589 (eine englische Übersetzung erschien in Dorte 1599)
  - Tübingen: Gruppenbach, 1594. 
  - Tübingen: Gruppenbach, 1595. , Bände 1 und 2
  - An vilen orten verbessert, vnd mit nutzlichen heilsamen Artzneyen gemehrt ... Tübingen: Gruppenbach, 1596.(VD16 G 21) 
  - von neuem ... durchges., verm. und verb. - Franckfurt a. Mayn : Porschen, 1665. Digitalisierte Ausgabe der Universitäts- und Landesbibliothek Düsseldorf